# سكوت مارتن (منافس ألعاب قوى)
سكوت مارتن (بالإنجليزية: Scott Martin)‏ هو منافس ألعاب قوى أسترالي، ولد في 12 أكتوبر 1982 في وودونغا في أستراليا.

## وصلات خارجية
- سكوت مارتن على موقع الاتحاد الدولي لألعاب القوى (الإنجليزية)
- سكوت مارتن على موقع النتائج التاريخية لألعاب القوى الأسترالية (الإنجليزية)
- سكوت مارتن على موقع اللجنة الأولمبية الدولية (الإنجليزية)
- سكوت مارتن على موقع أوليمبيديا (الإنجليزية)
- سكوت مارتن على موقع اللجنة الأولمبية الأسترالية (الإنجليزية)